# Napoleon Orda

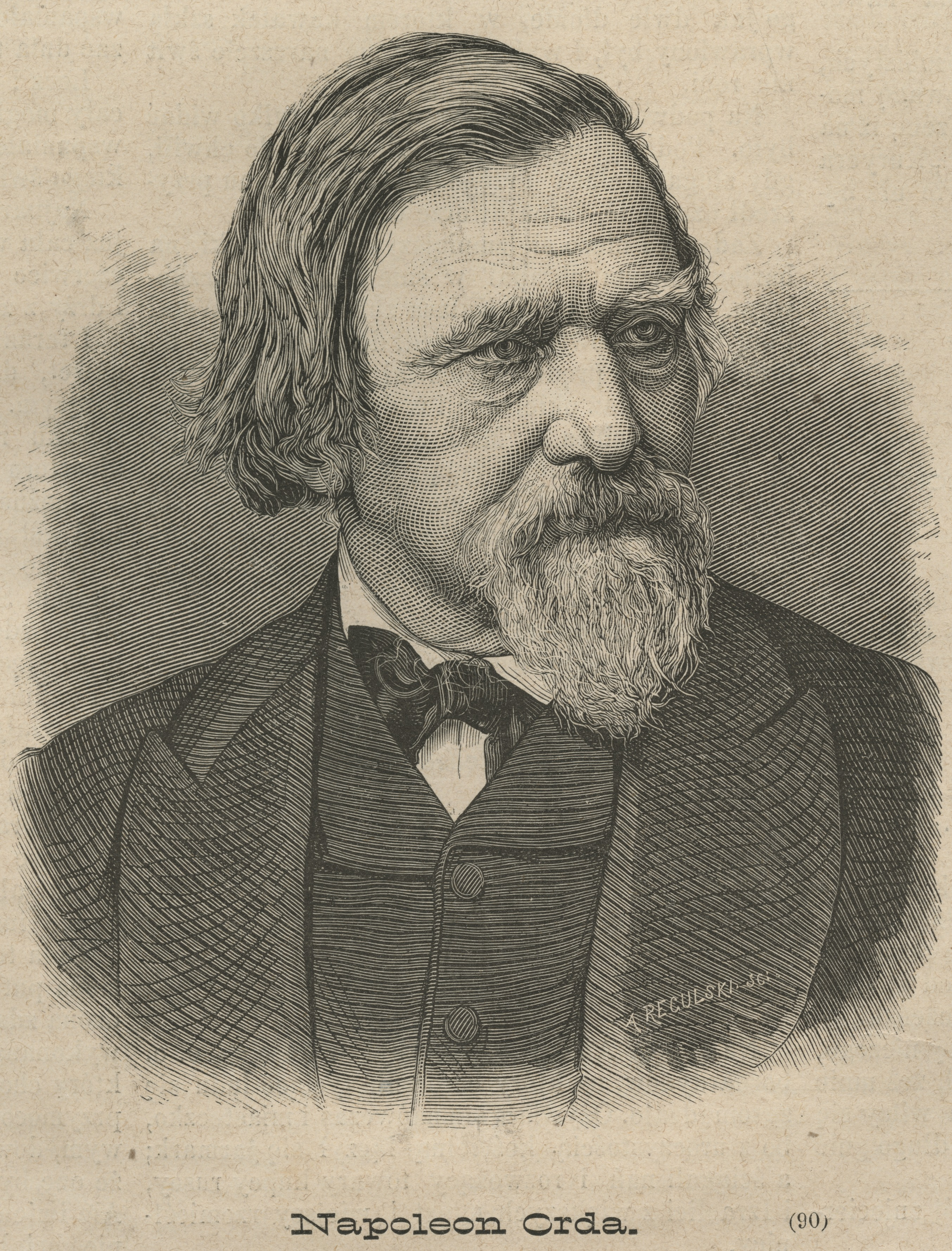
Napoleon Orda

Napoleon Orda (Wit-Russisch: Напалеон Орда) (Worocewicze (nu Varatsevitsji), nabij Pinsk, 11 februari 1807 - Warschau, 26 april 1883) was een Wit-Russische en Poolse muzikant, pianist, componist en artiest.
Napoleon Orda werd geboren in het Pinsk district van het gouvernement Minsk. Hij studeerde op middelbare leeftijd piano in Parijs.
Hij is bekend geworden door zijn vele tekeningen die hij maakte, reizend door geheel Europa.

## Galerij

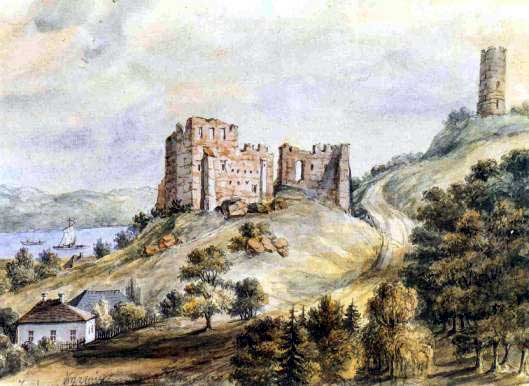
Ruïnes van het kasteel in Kazimierz, ca 1870, waterverf
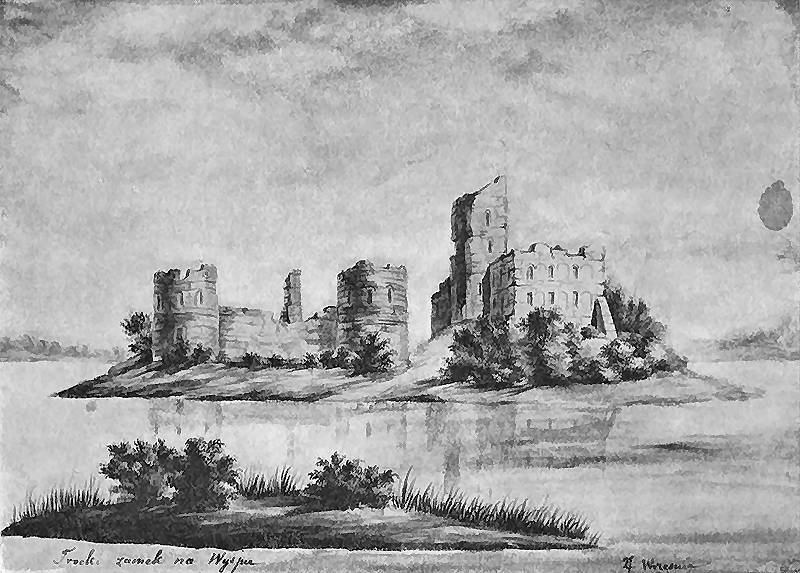
Troki aan het Trokimeer, ca 1877, pen en waterverf
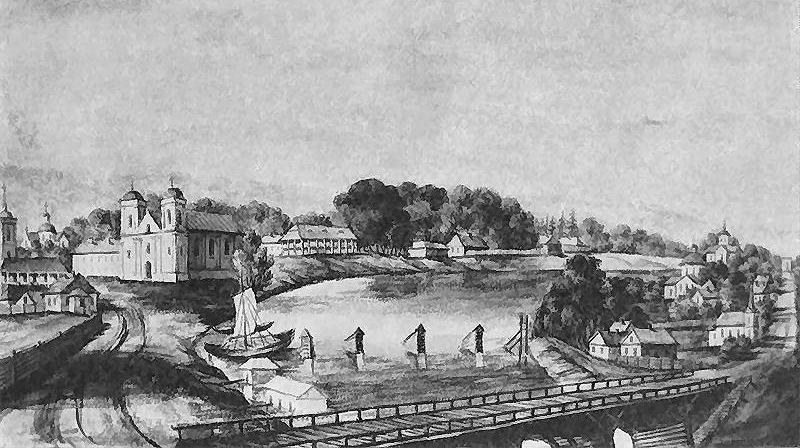
Mohiljoŭ (Wit-Rusland)
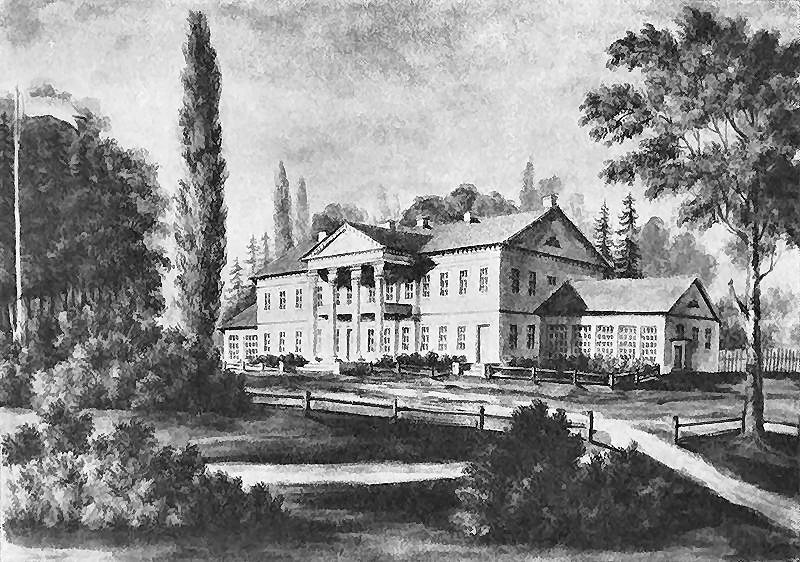
Doekora, Ogińskitsjpaleis
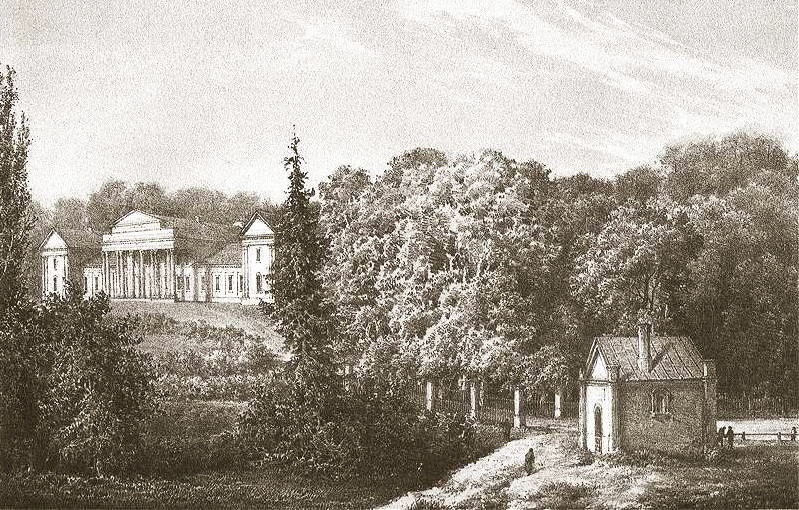
Tysjkevitsjpaleis, Lahoisk (Wit-Rusland)
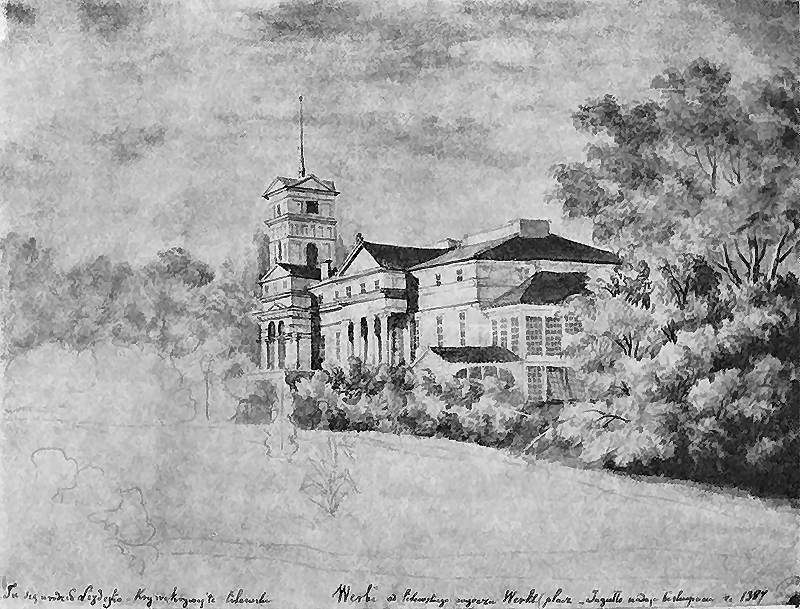
Werki, het paleis van de Wittgensteinfamilie (nu Verkiai in Litouwen)
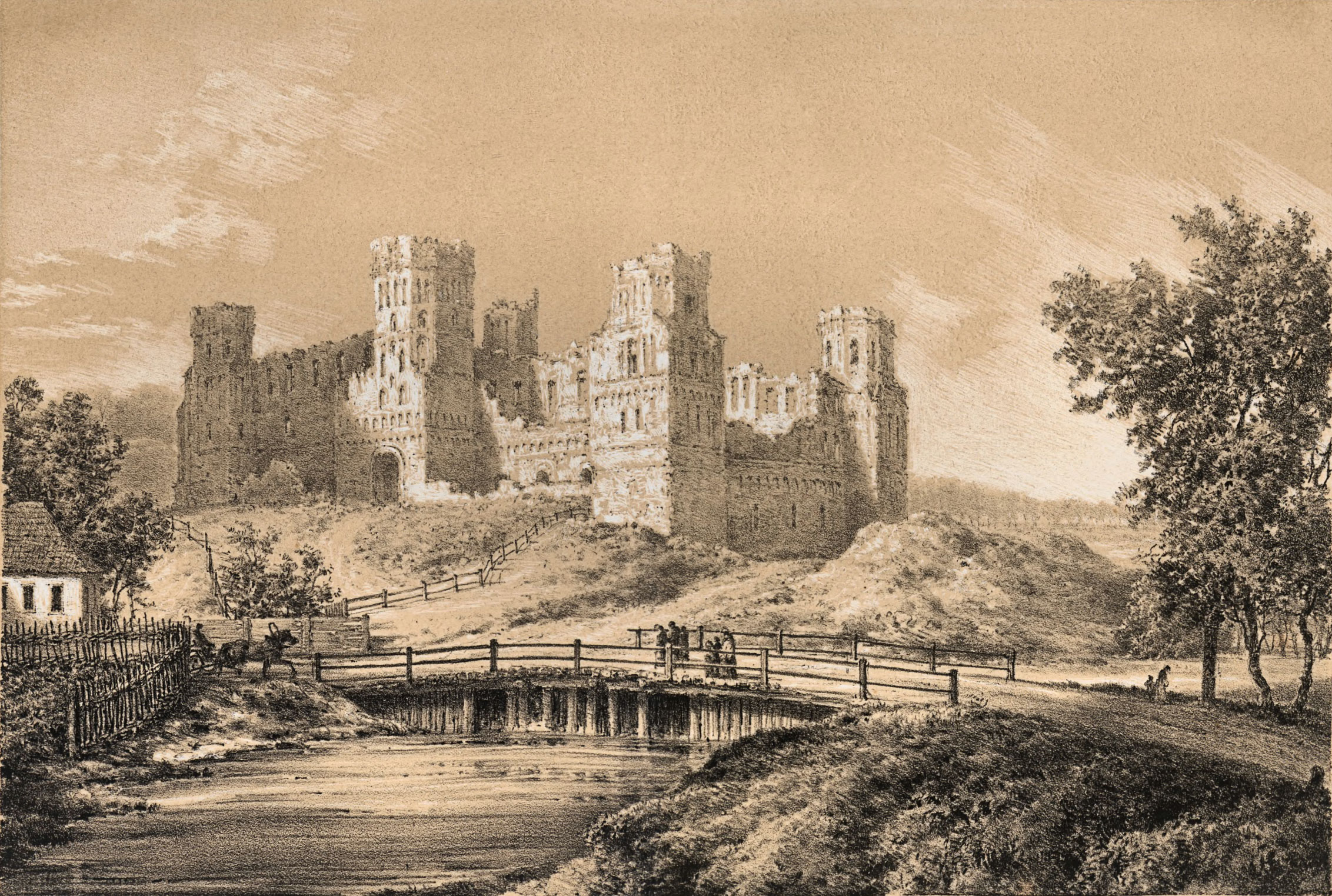
Mirkasteel, 1876, lithografie
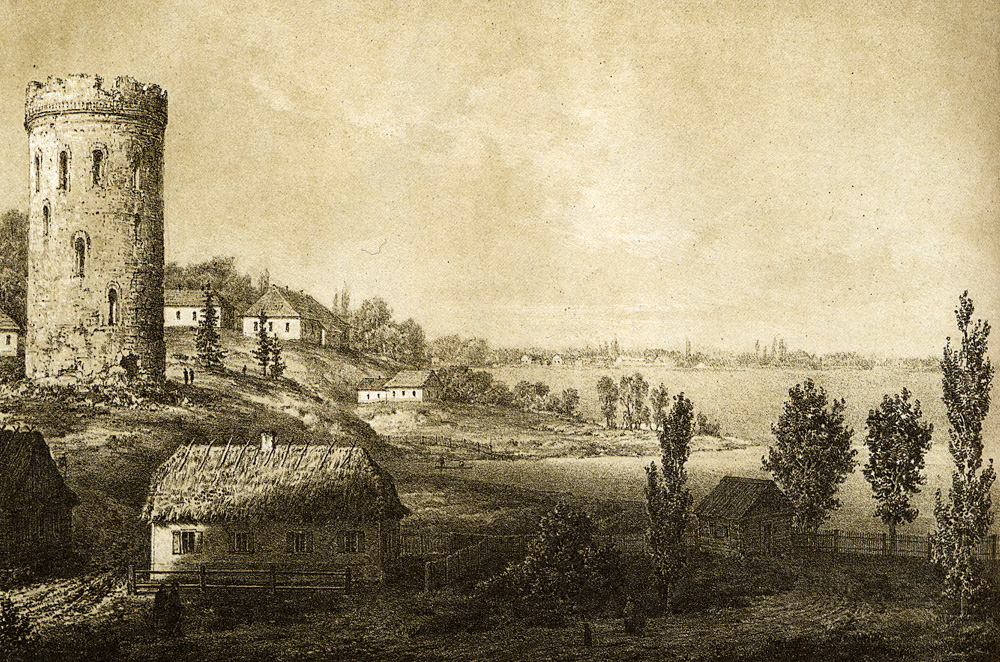
Belaja Bezja, Kamjanets, oblast Brest, 1876, lithografie